# Елфимов, Александр Юрьевич
Александр Юрьевич Елфимов (22 мая 1989, Воронеж) — российский игрок в мини-футбол. Игрок ухтинского клуба «Ухта».

## Биография
Александр Елфимов родился в городе Воронеж. Там же начал спортивную карьеру. Потом уехал в Москву, где попал в «Динамо-д», но так и не сыграл. Потом перебрался в мини-футбольный клуб «Ухта». Три года играл с командой в Высшей лиге. В 2014 перешёл в «Новую генерацию» в аренду. Сыграл одну игру в чемпионате и перешёл в глазовский «Прогресс», где сыграл 6 матчей.
В 2015 вернулся в «Ухту». В сезоне 2015/2016 клуб дебютировал в чемпионате, но Елфимов получил серьёзную травму и весь сезон не играл.